# Friedel Münch
Friedel Münch (* 6. Februar 1927 in Dorn-Assenheim; † 27. April 2014 in Altenstadt) war ein deutscher Konstrukteur und Hersteller von Motorrädern. Bekannt wurde er durch die von ihm entwickelten Münch-Motorräder.

## Leben
Nach der Beendigung der Schule absolvierte Münch eine Ausbildung zum Kraftfahrzeugschlosser. Als zweimaliger Reichssieger im Berufswettkampf erhielt er eine Begabtenförderung. Im Alter von siebzehn wurde er zur Wehrmacht eingezogen und leistete seinen Dienst beim technischen Personal der Luftwaffe. Nach Kriegsende gründete Münch in den Betriebsräumen seines Vaters eine kleine Werkstatt, wo er in der Hauptsache Motorräder reparierte. Nebenher legte er bei der Fernschule Christiani (Konstanz) Prüfungen in Maschinenbau und Elektrik mit der Note „sehr gut“ ab.
1948 begann er, Motorradrennen zu fahren, zuerst mit einer selbst getunten Einzylinder-Horex. Nach einem Sturz verzichtete er jedoch auf weitere Starts und widmete sich ganz der Konstruktion und dem Bau von Motorrädern. 1955 gab es ein kurzes Intermezzo bei Horex, wo Münch eine Stellung in der Versuchs- und Rennabteilung erhielt. Doch schon nach sechs Monaten gab er die Stelle auf. Ein Jahr später beendete Horex die Motorradproduktion, und Münch kaufte die Fertigungsvorrichtungen für die Motorenproduktion der 400er-OHC-Zweizylinder-Imperator auf.
Ab 1964 verkaufte Münch eine selbstentwickelte, sehr leistungsfähige und leichte Vorderradbremse für Renn- und Straßenmotorräder. Und schon im Frühjahr 1966 war der erste Prototyp seiner bekanntesten Entwicklung fahrfertig: Münch hatte um den Motor des NSU 1000 herum ein für die damalige Zeit gewaltiges Motorrad geschaffen. Als begeisterter Techniker und Konstrukteur legte Friedel Münch wenig Wert auf die Wirtschaftlichkeit seiner Unternehmung. Finanzielle Probleme begleiteten regelmäßig die Fertigung seiner Motorräder; mit unterschiedlichen Teilhabern und Eigentümern konnte die Produktion jedoch bis 1980 aufrechterhalten werden.

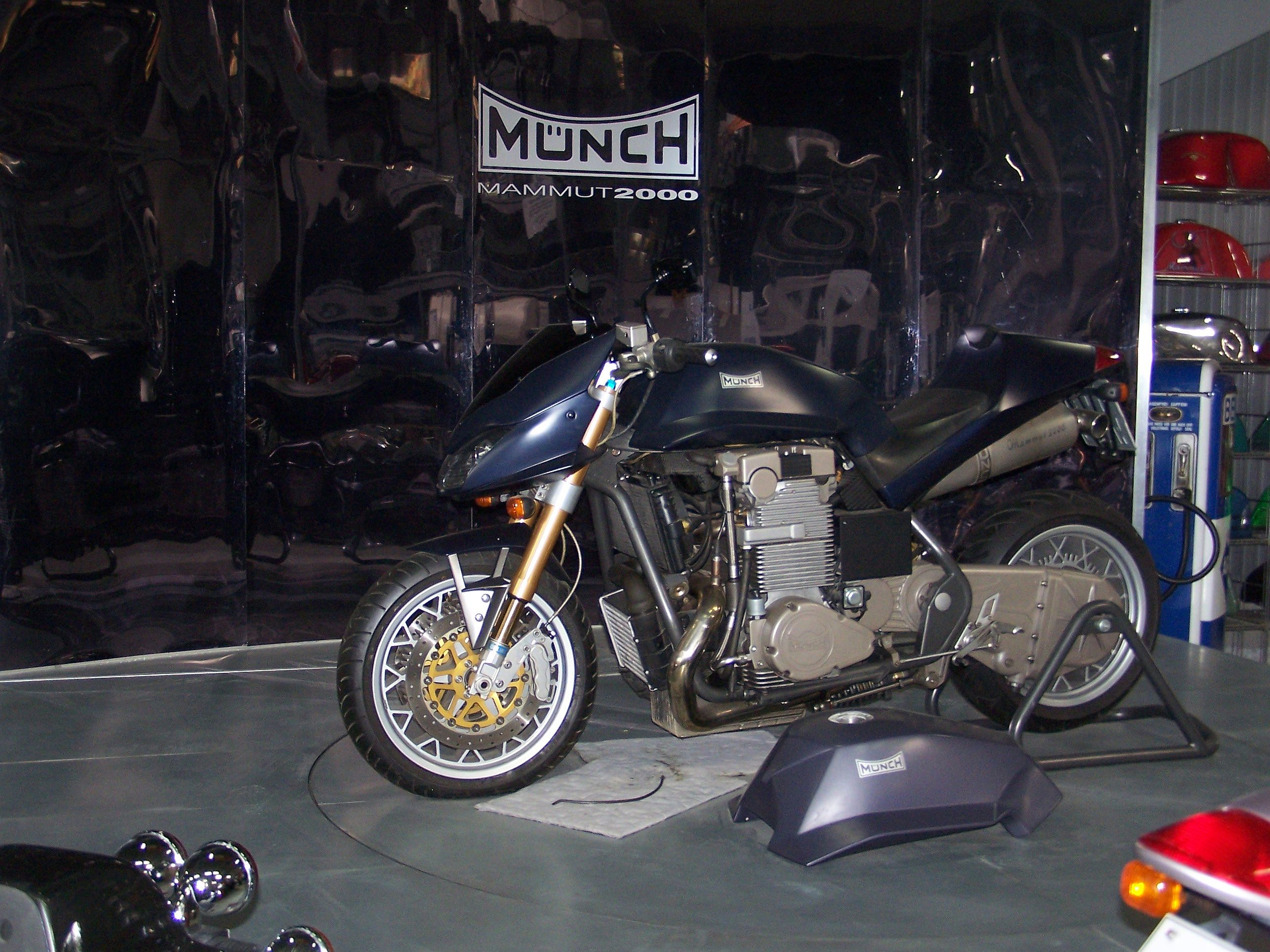
Münch Mammut 2000

Schon 1977 machte sich Münch wieder selbständig und entwickelte unter der Marke Horex Bausätze zur Hubraumsteigerung der NSU-Motoren seiner früheren Motorräder sowie wieder eigenständige Maschinen unter der Bezeichnung Titan. 1991 erlitt Münch einen Schlaganfall. Jedoch schon Mitte der Neunzigerjahre hatte er erneut ein Motorrad konstruiert, die Münch Mammut 2000 „Versuch“. Inspiriert durch diesen Prototyp entwickelte der Unternehmer Thomas Petsch eine Maschine mit dem Namen „Münch Mammut 2000“, von der von 2000 bis 2002 erst in Polen und dann in Nürnberg insgesamt fünfzehn Exemplare gebaut wurden.
Von 2000 bis 2008 betrieb Friedel Münch ein Motorenmuseum in Laubach. 26 Motorräder des ehemaligen Friedel-Münch-Museums in Walldorf (Baden), das seit 1994 bestand, übernahm 2010 das Technik-Museum Speyer.